# Jack O'Neill
El Coronel Jonathan Jack O'Neill, de les Forces Aèries dels Estats Units (USAF), és un personatge fictici de l'univers Stargate que apareix a la sèrie i a Stargate Atlantis. Està interpretat per Richard Dean Anderson.
Està basat en el coronel O'Neil, de la pel·lícula (interpretat per Kurt Russell), i algunes de les diferències amb el personatge original són:
- O'Neill és aficionat a l'astronomia i la pesca.
- O'Neill es va divorciar de la seva esposa Sarah; O'Neil vivia amb ella.
- El fill d'O'Neill es diu Charlie; El d'O'Neil, Tyler.
- O'Neill té un curiós sentit de l'humor; O'Neil no en tenia gens.
- O'Neill s'escriu amb dues eles, diferència que ha servit com a acudit a algun episodi.

## Biografia del personatge
O'Neil era casat i tenia un fill, Charlie. En Charlie es va disparar accidentalment amb l'arma de son pare i O'Neil es va enfonsar, es va retirar a la reserva i no va deixar de parlar amb la gent, fins i tot amb la seva dona Sarah.
Quan el doctor Jackson va desxifrar el funcionament de la Porta Estel·lar, el General West, sabent la situació d'O'Neil i les seves tendències suïcides, va creure que seria el líder perfecte per a la missió d'exploració i el va reincorporar.
A l'altre costat de la porta, O'Neil i el seu equip van trobar els habitants del poble de Nagada, uns pacífics i espantats miners amb tecnologia rudimentària. Va fer amistat amb el jove Skaara, el fill del cap del poble, Kasuf.
El Coronel descobreix l'amenaça del Goa'uld Ra, un alienígena que, suplantant al déu egipci Ra, subjuga els habitants per la por a la seva tecnologia bèl·lica.
Amb l'ajuda de Jackson, el Coronel O'Neil fa que el cap nuclear que havien portat al planeta exploti a bord de la nau piramidal de Ra, acabant així amb qualsevol amenaça. Després de la seva victòria, ell i el seu equip tornen a la Terra.

## Evolució del personatge
L'esquerp Coronel O'Neil, preocupat completament per la mort del seu fill, a poc a poc anirà recuperant les ganes de viure en entrar en contacte amb les senzilles gents de Nagada convertint-se en un home més humà i càlid, tot i que sense deixar mai la seua rigorosa personalitat militar.
A la sèrie Stargate SG-1, O'Neill liderarà durant 7 anys el grup especial SG-1. Amb els altres protagonistes de la sèrie, fan missions d'exploració a través de l'Stargate. Durant aquest període la seva personalitat canvia completament, esdevenint un personatge amb una forta vitalitat i un gran sentit de l'humor.